# Brouennes
Brouennes je francouzská obec v departementu Meuse v regionu Grand Est. V roce 2013 zde žilo 152 obyvatel.

## Poloha
Obec leží u hranic departementu Meuse s departementem Ardensko. Sousední obce jsou: Baâlon, Bièvres (Ardensko), Chauvency-le-Château, Chauvency-Saint-Hubert, Lamouilly, Nepvant, Quincy-Landzécourt a Stenay.

## Vývoj počtu obyvatel
Počet obyvatel